# كيمبرلي شيس
كيمبرلي شيس (بالإنجليزية: Kim Chace)‏ هي لاعبة جمباز أمريكية، ولدت في 4 مايو 1956 في مانشستر في الولايات المتحدة.

## وصلات خارجية
- كيمبرلي شيس على موقع أوليمبيديا (الإنجليزية)